# 福雷斯特 (加利福尼亞州)
福雷斯特（英語：Forest）是位於美國加利福尼亞州謝拉縣的一個非建制地區。該地的面積和人口皆未知。

## 地理
福雷斯特的座標為39°29′29″N 120°51′11″W / 39.49139°N 120.85306°W，而該地的平均海拔高度為1368米（即4469英尺）。